# Mario Alesini
Mario Alesini, né le 17 décembre 1931, à Varèse, en Italie et décédé le 2 août 2001, à Bologne, en Italie, est un ancien joueur italien de basket-ball.

## Palmarès
- Champion d'Italie 1955, 1956